# Отакар I (маркграф Штирии)
Отакар I (Оттокар I; нем. Otakar I; ум. 1064) — маркграф Карантанской марки (Штирии) в 1056—1064 гг., основатель династии фон Траунгауер на престоле Штирии.
Отакар I (VI) был сыном некого Отакара V, правителя небольшого графства Траунгау в восточной части современной земли Верхняя Австрия с центром в Штайре. В 1056 г. Отакар I стал правителем Карантанской марки, которая позднее получила название Штирия (нем. Steiermark) в честь родового замка Отакара Штайр (нем. Steyr). Благодаря вхождению в состав марки владений Траунгау в долине Энса, Штирия значительно увеличила свою территорию и влияние в юго-восточной Германии. При Отакаре I завершились войны с венграми, разоряющие восточные области страны. Скончался Отакар в 1064 г.

## Дети
- Виллибирга Эппенштейн, дочь Адальберо I, герцога Каринтии:

Адальберо II (ум. 1082), маркграф Штирийской марки (c 1064)
Отакар II (ум. 1122), маркграф Штирийской марки (c 1082)